# Marquis Horr
Marquis Franklin "Bill" Horr (Munnsville, Nova York, 2 de maig de 1880 - Syracuse, Nova York, 1 de juliol de 1955) va ser un atleta, jugador de futbol americà i entrenador estatunidenc que va competir a primers del segle xx.
Mentre estudiava a la Universitat de Syracuse va jugar a futbol americà com bloquejador ofensiu amb l'equip universitari, i el 1908 fou seleccionat com a membre de l'equip All-American. A Syracuse també practicà l'atletisme i fou seleccionat per prendre part en els Jocs Olímpics de Londres, on disputà quatre proves del programa d'atletisme i la del joc d'estirar la corda. Guanyà dues medalles, una de plata en llançament de disc estil antic i una de bronze en l'estil clàssic. En el llançament de pes i de martell acabà en sisena posició, mentre en la del joc d'estirar la corda fou cinquè.
El 1909 passà a exercir tasques d'entrenador de futbol americà a l'equip de la Universitat Northwestern i entre 1910 i 1912 a la Universitat Purdue.